# Carex thailandica
Carex thailandica är en halvgräsart som beskrevs av Tetsuo Michael Koyama. Carex thailandica ingår i släktet starrar, och familjen halvgräs.
Artens utbredningsområde är Thailand. Inga underarter finns listade i Catalogue of Life.